# 柊子
柊子（しゅうこ、1991年〈平成3年〉9月29日 - ）は、日本の女優、作詞家。作詞家としてはShu名義で活動。奈良県出身。ACT-21所属。

## 来歴・人物
2005年、中学2年生の時に、現在の所属事務所で上演された舞台『半ダースの日常』にて初舞台を踏む。
2007年、高校1年生の夏、栃木県でオールロケを敢行した映画『那須少年記』のオーディションに合格し、映画デビュー。2008年夏、『太陽と海の教室』（フジテレビ系）にてドラマデビュー。また、役者の仕事と並行しながら、ガールズユニット・JK21の初期メンバーとして参加。アイドル活動は一年弱で卒業したが、その際に作詞家としての才能を見いだされ、現在も数々の楽曲の作詞を手掛けている。
趣味は、ピアノ、日舞（花柳流）、ダンス、乗馬。阪神タイガース前監督の和田豊と親交がある。
尊敬している女優は深津絵里。

## 出演

### 映画
- 陰陽師（2001年、東宝）
- 那須少年記（2008年、Cinema Tohoku） - 室井君子 役
- 沈まぬ太陽（2009年、東宝）
- ランウェイ☆ビート（2011年、松竹） - 藤本咲樹 役
- 夜明けの街で（2011年、角川映画）
- 僕等がいた（2012年、東宝・アスミック・エース） - あゆ 役
- プラチナデータ（2013年、東宝）
- キッズ・リターン 再会の時（2013年、オフィス北野・東京テアトル）
- 校庭に東風吹いて（2017年、ゴーゴービジュアル企画） - 安川理恵 役
- 結婚（2017年、角川映画） - 千石るり子 役[3]

### テレビドラマ
- 太陽と海の教室（2008年7月21日 - 9月22日、フジテレビ） - 荒井奈美 役
- 執事喫茶にお帰りなさいませ（2009年1月7日 - 3月25日、MBS） - みずき（覆面調査官） 役
- サギ師リリ子（2009年1月5日 - 4月3日、テレビ東京） - 三上亜紀 役
- 大魔神カノン（2010年4月2日 - 10月1日、テレビ東京・角川書店） - 安斎恵衣 役
- 風に向かって走れ!（2010年5月9日 - 30日、朝日放送） - 中津ヨーコ 役
- ビターシュガー（2010年6月28日、NHK総合） - 恋愛映画の女 役
- 土曜ワイド劇場 温泉若おかみの殺人推理23（2012年4月28日、テレビ朝日） - 27年前の二宮藤子 役
- メ～テレ50周年特別ドラマ ゆりちかへ ママからの伝言（2013年1月26日、メ～テレ） - 三浦里美 役
- 金曜プレステージ ヤバい検事矢場健〜ヤバケンの暴走捜査〜3（2014年2月14日、フジテレビ） - 40年前の神宮司貞子 役
- 「黄金のバンタム」を破った男〜ファイティング原田物語〜（2014年2月22日、フジテレビ）
- トクソウ（2014年5月11日 - 6月8日、WOWOW） - 井上遥 役
- 連続テレビ小説 まれ（2015年上半期、NHK） - 矢野陶子 役（第7週より出演）
- 探偵の探偵 第9話・第10話（2015年9月3日・10日、フジテレビ） - 澤柳菜々 / 澤柳邦夫 役
- 山本周五郎人情時代劇 第9話「しじみ河岸」（2016年2月2日、BSジャパン） - お絹 役
- クロスロード（2016年2月25日 - 3月31日、NHK BSプレミアム） - 塚本ゆかり 役
  - クロスロード〜声なきに聞き形なきに見よ〜 第5話（2017年6月25日)
- 99.9-刑事専門弁護士-第5話 (2016年5月15日、TBS) - 谷繁美代子 役
- 釣り刑事7（2016年8月1日、TBS） - 桑野茜 役
- 忘れてしまう前に想い出してほしい（2017年12月26日 - 28日、RKB毎日放送・民間全民電子公司） - ミカ 役
- コールドケース2 〜真実の扉〜 第5話（2018年11月10日、WOWOW） - 廣瀬奈津 役
- 科捜研の女 SEASON19 第9話（2019年7月11日、テレビ朝日） - 木内鳴実 役
- 70才、初めて産みますセブンティウイザン。 第6話・第7話（2020年4月5日 - 5月24日、NHK BSプレミアム） - 小鳩先生 役
- DIVER-特殊潜入班- 第4話（2020年10月13日、関西テレビ・フジテレビ系） - リトレイド貿易社員 役
- ホテルマン東堂克生の事件ファイル〜八ヶ岳リゾート殺人事件〜（2022年1月22日、BS-TBS） - 篠崎彩菜 役[4]
- ビッ友×戦士 キラメキパワーズ!（2022年2月13日、テレビ東京）
- デフ・ヴォイス 法廷の手話通訳士（2023年12月16日 - 23日、NHK総合） - 新藤早苗 役

### ラジオ
- 柊子のwonder cafe（2012年4月2日 - 9月17日、WALLOP）
- 青春アドベンチャー 阪堺電車177号の追憶（2020年4月6日 - 17日、NHK FM） - 中崎（北田）信子役

### DVD
- 呪いの心霊感染 わたしはとり憑かれた〜19歳女子大生聡子の場合 - 主演・聡子 役

### 情報番組
- CSスポーツチャンネル「GAORA」タイガース応援レッスン

### CM
- NHK エコCM
- 三陽商会70周年ショートムービー 「100年コートのつくり方」

### 舞台
- ACT21アトリエ公演and月イチ3人KIBUN - 主演
- Team337 337旗揚げ公演｢猫は毒殺に関与しない｣(2016年12月16日 - 18日、スタジオACT / 2017年2月23日 - 26日、赤坂RED/THEATER） - 主演・桜川ひとみ 役
- Team337 第2回公演「ピンボケ探偵・村崎ピン子」(2017年12月8日 - 10日、スタジオACT / 2018年1月10日 - 14日、赤坂RED/THEATER） - 主演・村崎ピン子 役
- Team337 第3回公演「上代裂」(2019年1月18日 - 20日、スタジオACT / 2月20日 - 24日、赤坂RED/THEATER） - 主演・玲美 役
- Team337 第4回公演「効き目の遅い薬」(2020年1月24日 - 26日、スタジオACT / 2月12日 - 16日、赤坂RED/THEATER） - 主演・井川由紀 役
- Team337第5回公演「３つの符号」（2023年７月）大阪・東京公演　主演・桜川ひとみ　役
- Team337第６回公演「最後の望み」（2024年冬）大阪・東京公演　主演・死神　役

### モデル
- Partisan×柊子

## 著作

### 小説
- 誕生日の雨傘 オール讀物(H29年12月号掲載)
- 誕生日の雨傘　文藝春秋社より２０２２年８月刊行

## 作詞（Shu名義）
- 「涙目ピースサイン」（歌唱・JK21）
- 「Winkも届かない」（歌唱・小桃音まい）
- 「Change」（歌唱・ザ・ニュースペーパー）
- 「LUCKY TRIPPER」（歌唱・JK21）[関西テレビ・ラッキートリッパーIdolオン・ザ・ラン 主題歌]
- 「みゃー」（歌唱・JK21）[フジテレビ・音楽情報番組『ミューサタ』 4月度エンディングテーマ]
- 「レシピ」（歌唱・JK21）
- 「アフタースクール」（歌唱・JK21）
- 「ちーちーぱっぱ」　(歌唱：JK21R)
- 「放課後リップ」　(歌唱：jumpingkiss)[関西テレビ　音エモン　エンディングテーマ]
- 「恋は雨上がりにまかせて」（歌唱：JumpingKiss）
- 「クラクラ」（歌唱：JumpingKiss）
- 「キッスはあげない」（歌唱：JumpingKiss）
- 「BLUE MOON」（歌唱：JumpingKiss）

他多数